# Ubiratan EC
Ubiratan Esporte Clube – brazylijski klub piłkarski z siedzibą w mieście Dourados leżącym w stanie Mato Grosso do Sul.

## Osiągnięcia
- Mistrz stanu Mato Grosso do Sul (3): 1990, 1998, 1999

## Historia
Ubiratan założony został 5 lutego 1947 roku. W 1986 klub wystąpił w pierwszej lidze brazylijskiej (Campeonato Brasileiro Série A), zajmując w końcowej klasyfikacji 64 miejsce.